# 米勒斯 (內華達州)
米勒斯（英語：Millers）是位於美國內華達州埃斯梅拉達縣的鬼鎮。

## 歷史
米勒斯的郵局於1906年設立，其後於1931年停運。

## 地理
米勒斯所處的海拔為高於海平面1470米（即4823英呎），而該地所採用的時區為UTC-8，即太平洋时区（PST）。同時該地設有夏令時間，為UTC-8調快一小時，即UTC-7（PDT）。